# Radar AESA

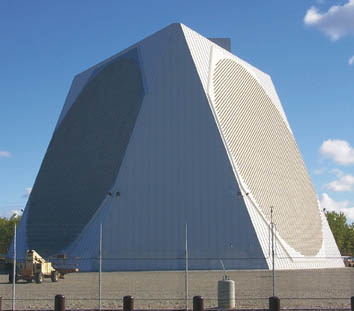
Radar Pave Paws del NORAD en Alaska, EE. UU.

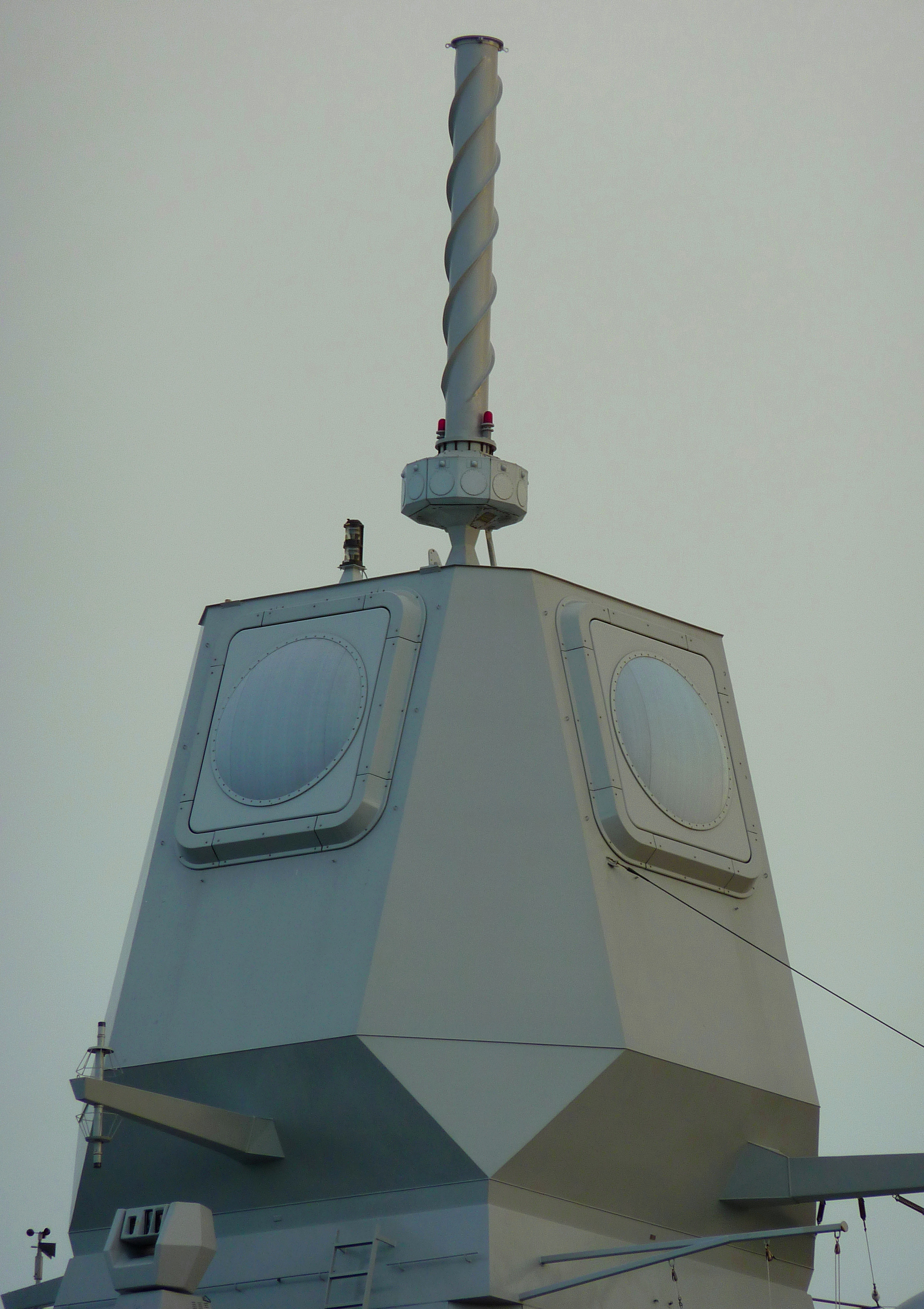
APAR (Active Phased Array Radar) AESA a bordo de la Tromp (F-803), una fragata clase De Zeven Provinciën de la Armada Real de los Países Bajos.

Un radar de barrido electrónico activo, también conocido como AESA (siglas en inglés de Active Electronically Scanned Array), es un tipo de radar de antenas en fase cuyo elemento transmisor y receptor del eco de la señal de radar enviada se compone de numerosos módulos independientes instalados en una superficie plana. Cada uno de los pequeños módulos emite su propio haz de energía en diferentes frecuencias, con lo que se reduce la emisión electromagnética y se reduce la posibilidad de ser detectado.

## Diseño
Es una nueva generación de radares, conocido también como "Radar Plano" que puede ser instalado en aviones de combate, barcos de guerra, fragatas lanzamisiles, cruceros de guerra pesados, portaaviones y aviones de reconocimiento tipo AWACS (Airborne Warning and Control System); tiene múltiples módulos instalados sobre una superficie plana, que emiten una señal de radar a diferentes direcciones al mismo tiempo, como un sistema de barrido electrónico, que supera ampliamente a los radares anteriores, en forma circular como una parábola, que necesitaban motores para girar y poder cubrir, diferentes zonas del espacio aéreo, al girar la antena de forma circular; este nuevo sistema de radar, permanece fijo sobre una superficie plana y puede enviar su señal, a diferentes direcciones en el cielo y rastrear, detectar o "iluminar", varios objetivos al mismo tiempo.
El nuevo "Radar Plano" AESA ofrece un mayor alcance que el radar convencional, en forma circular que necesitaba tener una "parábola" para que la señal se refleje, como una antena de televisión satelital, y necesitaba girar físicamente con un motor, para poder apuntar a diferentes direcciones en el cielo; por el contrario, el "Radar Plano" AESA se mantiene estable en una sola posición, instalado sobre una superficie plana y envía la señal de radar, a diferentes direcciones en el cielo. Este nuevo sistema de Radar, conocido también como radar de barrido electrónico, se extendió rápidamente para guiar a los misiles, para la defensa de los barcos de guerra, y para instalarlo, en el radomo de los nuevos aviones de combate, para reducir el peso y aumentar su capacidad.

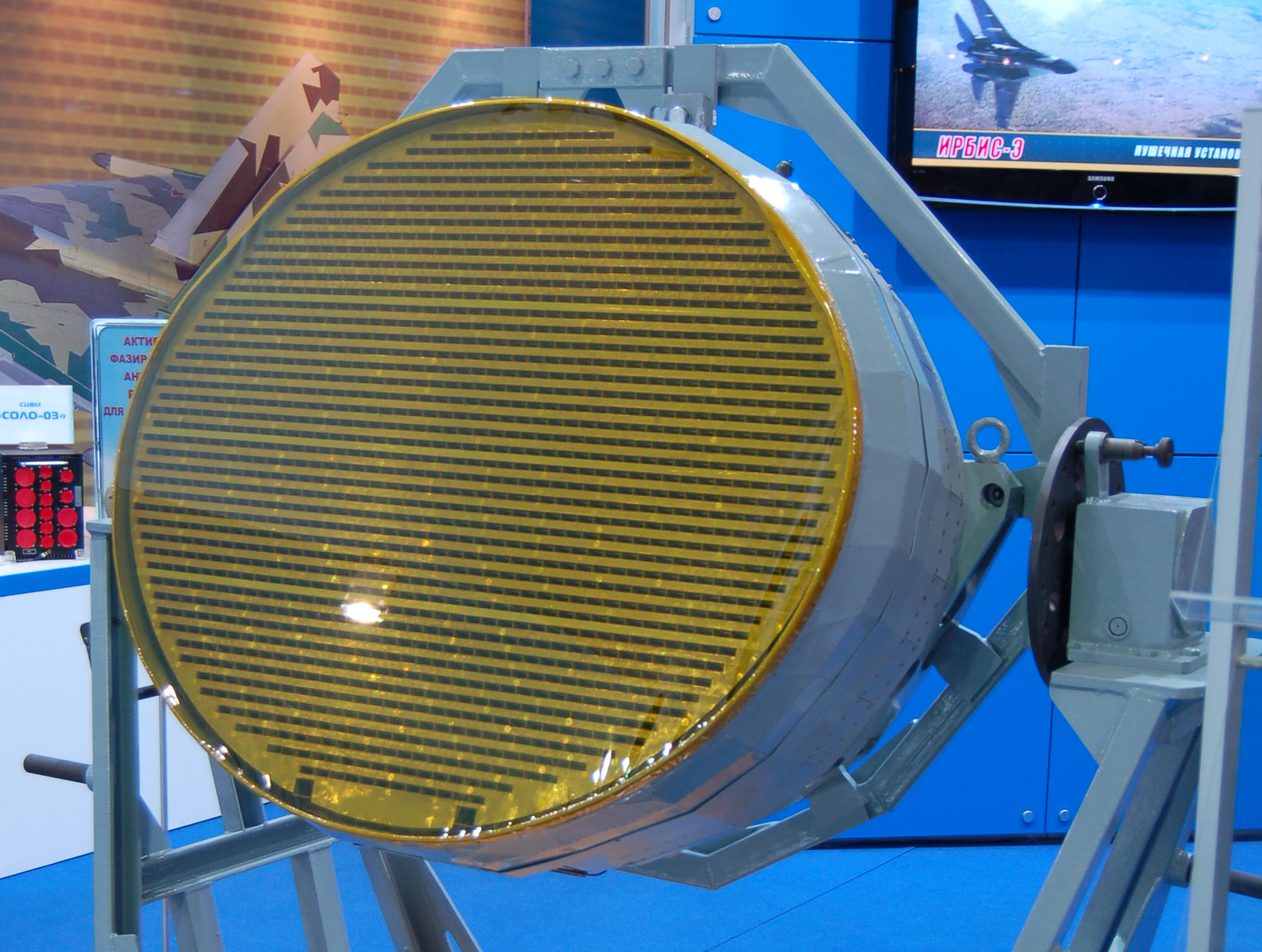
Radar AESA del Su-57 en la exposición MAKS 2009.

AESA, es el resultado de la evolución de la electrónica del radar de estado sólido PESA. En los sistemas anteriores, la señal de emisión se creó originalmente en un de tubo de ondas, que son más grandes. La ventaja principal del nuevo Radar AESA, sobre el anterior diseño de Radar PESA (Passive Electronically Scanned Array), es que los diferentes módulos del "Radar Plano", pueden operar en frecuencias diferentes de transmisores, AESA emite cada módulo de su señal en forma totalmente independiente, instalados en una superficie plana a diferentes direcciones en el cielo, son más pequeños y livianos.
Esto permite, que el nuevo Radar AESA, pueda producir numerosos "sub-haces" y activar, detectar, rastrear o "iluminar", un número mayor de objetivos enemigos. Así los transmisores de estado sólido son capaces de transmitir con eficacia, en una gama mucho más amplia de frecuencias, dando la capacidad de cambiar su frecuencia de funcionamiento con cada pulso enviado, por esto son considerados "Activos". Y para no ser detectados por el enemigo, también pueden producir rayos, que consisten en muchas frecuencias diferentes a la vez, para tener la capacidad de formar múltiples haces, para escanear diferentes lugares en el cielo, sin necesidad de una base motorizada de dirección mecánica, para girar la antena convencional. Sus ondas múltiples y las frecuencias de barrido, crean múltiples dificultades, para la tradicional defensa de detectores de radar, para una baja probabilidad de intercepción de la señal del "Radar Plano", porque el receptor de la señal de radar, tiene siempre una ventaja sobre el sistema de radar, en términos de alcance, siempre será capaz de detectar la señal de radar que trata de iluminarlo, mucho antes de que la estación de radar, pueda ver el objetivo del eco de la señal original de radar que envió primeramente. Desde la posición del radar, es muy útil la información de un ataque enemigo, en esta nueva plataforma AESA, superando a los sistemas de radares anteriores, que en general, tienen que girar con un pesado motor y estar apagados, durante largos períodos de combate, si son objeto de ataques, lo que es común en los barcos de guerra, para evitar ser detectados por los modernos misiles de crucero, tipo navales antibuque, con detección de señales de radar.

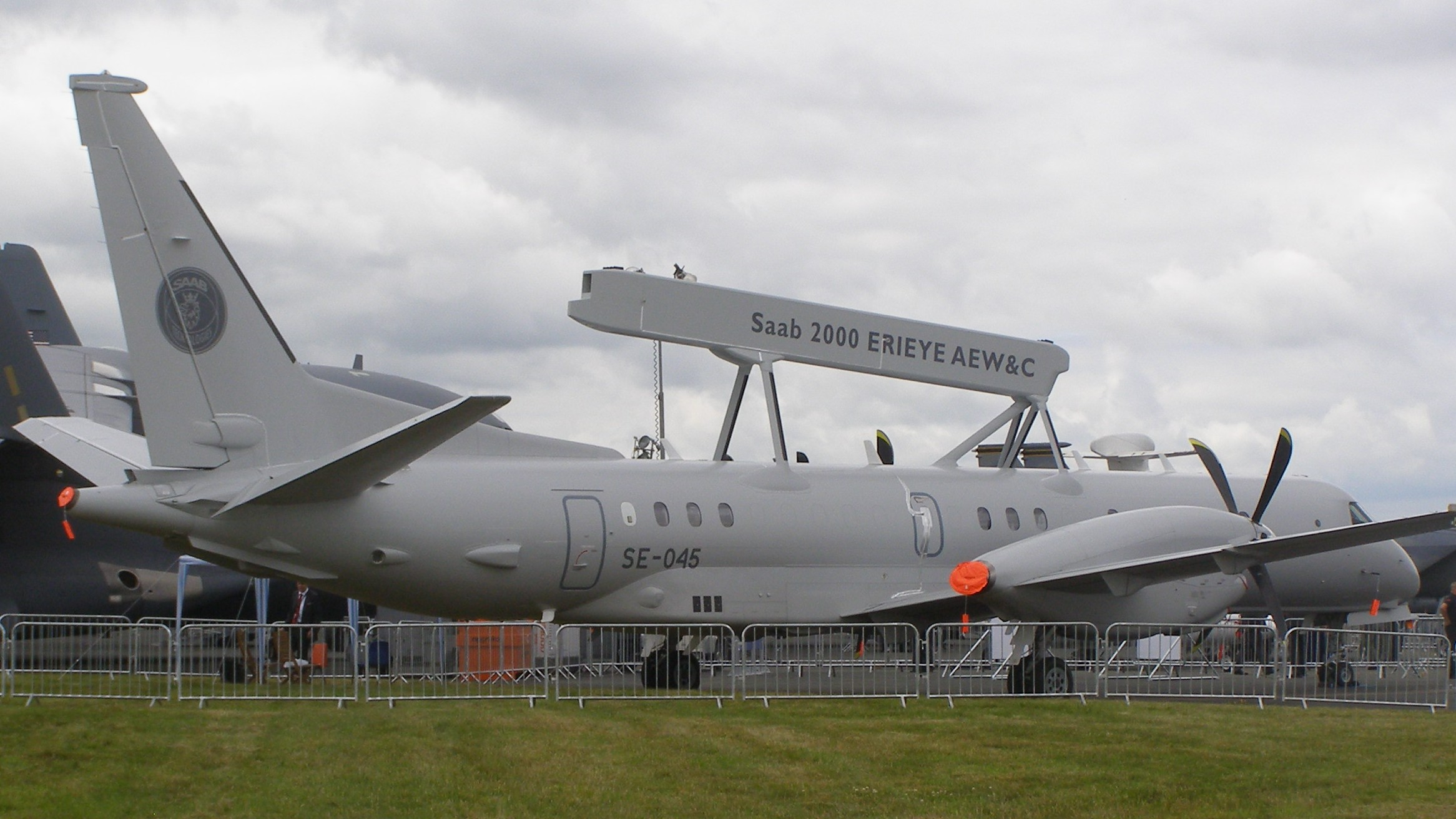
El Saab 2000 Erieye AEW&C, instalado sobre el fuselaje de la nave.

AESA tiene una señal múltiple que es mucho más difíciles de detectar y mejora la recepción, de las señales de los objetivos enemigos, que pueden transmitir continuamente y tiene, una posibilidad muy baja de ser detectado, para generar muchos más datos de los objetivos enemigos en el aire, que los sistemas de radar tradicionales, que solo pueden recibir datos de un sector del cielo al girar la antena con un motor. 
Actualmente, este nuevo sistema de "Radar Plano", es utilizado para equipar a los nuevos aviones de combate de generación 4++ o generación 4.5, como el caza de peso medio MiG-35 y el caza pesado de largo alcance Su-35 de Rusia, en el caza del consorcio europeo Eurofighter Typhoon, el nuevo Quinta generación de cazas de reacción de Estados Unidos el F-22 Raptor y en el Su-57 de Rusia, así como en la nueva generación de barcos de guerra, fragatas misileras y en el portaaviones Almirante Kuznetsov, y sistemas de defensa, para el lanzamiento de misiles en plataformas transportables, como en el sistema de misiles S-300, por su menor tamaño, peso y mayor alcance, precisión y efectividad.

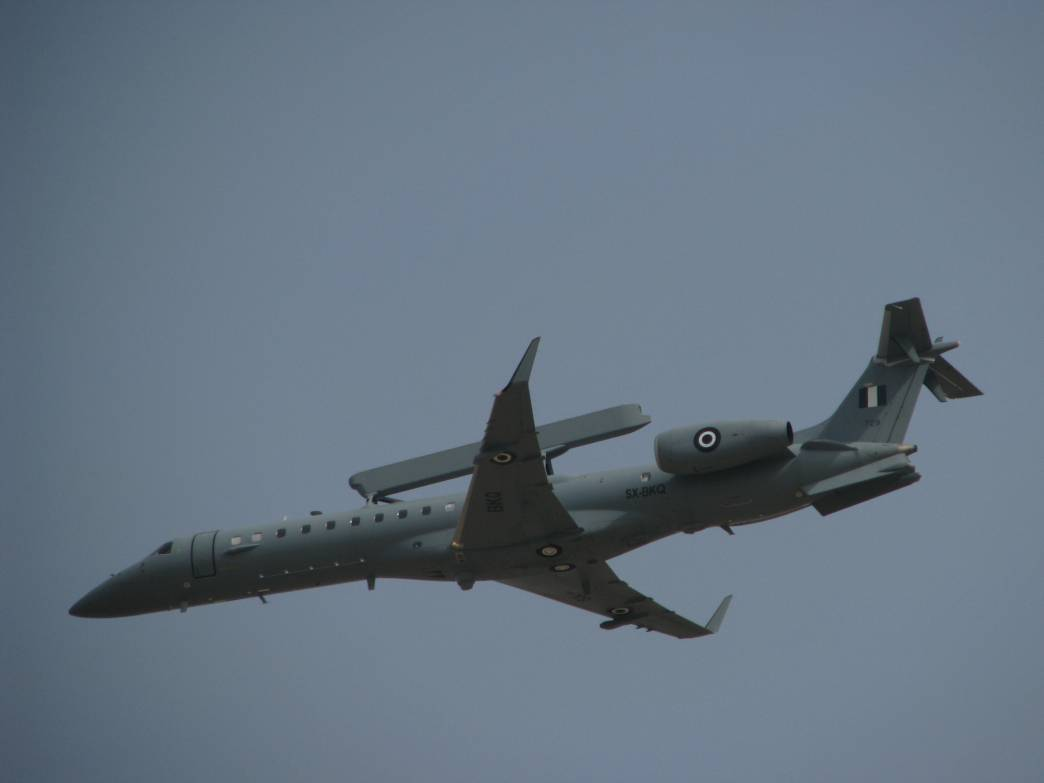
Embraer E-99 de la Fuerza Aérea Griega en vuelo con un "Radar AESA" sobre el fuselaje.

También se puede instalar sobre el fuselaje de un avión de peso medio, tipo transporte ejecutivo VIP o un avión militar de peso medio, en una superficie plana sobre el fuselaje central de la nave, con dos sistemas de radar juntos, uno a cada lado de la superficie plana, como en el avión de vigilancia naval Saab 340 AEW&C (Airborne Early Warning and Control) Alerta temprana y control aerotransportado y el más moderno avión de pasajeros, convertido a un avión militar Embraer 145 AEW&C, para poder operar como un "Avión Radar" y guía de ataque del "Ala de combate", tipo plataforma AWACS (Airborne Warning and Control System), comparable al afamado avión de vigilancia naval Grumman E-2 Hawkeye y al más grande Boeing E-3 Sentry. El primer AESA en aeronaves de combate fue en el J/APG-1 del Mitsubishi F-2 en 1995.

## Limitaciones
El máximo campo visual (FOV) para una antena en fase plana, de elementos múltiples, es actualmente de 120 °, sin embargo, eso se puede mejorar combinando con dirección mecánica como se señaló anteriormente.

## Lista de sistemas existentes

### Aerotransportados
- Aselsan MURAD, para el Baykar Bayraktar Akıncı, F-16 y TAI TF-X
- Northrop Grumman/Raytheon AN/APG-77, para el F-22 Raptor
- Northrop Grumman AN/APG-80, para el F-16E/F Bloque 60 Fighting Falcon
- Northrop Grumman AN/APG-81, para el F-35 Lightning II
- Northrop Grumman Multi-role AESA, para el Boeing Wedgetail AEW&C
- Northrop Grumman APY-9, para el E-2D Advanced Hawkeye
- Northrop Grumman SABR, para actualizaciones del F-16 Fighting Falcon
- Raytheon AN/APG-63(V)2 y AN/APG-63(V)3, para el F-15C Eagle y F-15SG
- Raytheon APG-79, para el F/A-18E/F Super Hornet y EA-18G Growler
- Raytheon AN/APQ-181 (actualización a AESA actualmente en desarrollo), para el bombardero B-2 Spirit
- AMSAR, estudio del consorcio europeo GTDAR, para el radar de los cazas Eurofighter Typhoon, Dassault Rafale y Saab Gripen NG
- Captor-E CAESAR (CAPTOR Active Electronically Scanning Array Radar)
- E-Scan  ECRS Mk1 y Mk2 (Siglas de European Common Radar System). Radar AESA basado en el Captor-E. El modelo Mk1 está destinado a los Eurofighter de Alemania y España y el Mk2 a los Eurofighter de la Real Fuerza Aérea (Reino Unido).
- RBE2-AA Radar à Balayage Electronique 2 - Active Array
- SELEX Seaspray 7000E, para helicópteros
- SELEX Vixen 500E
- Mitsubishi Electric Corporation J/APG-1, AESA para el caza Mitsubishi F-2[5]
- Ericsson Erieye AEW&C
- Ericsson PS-05/A MK-5 para el JAS 39 Gripen.
- Phazotron NIIR Zhuk-AME, para el MiG-35
- Tikhomirov NIIP Epaulet-A
- Elta EL/M-2083, radar para aerostatos
- Elta EL/M-2052, para cazas. Candidato para el HAL Tejas. También compatible con el F-15, MiG-29 y Mirage 2000
- Elta EL/M-2075 radar para el sistema AEW&C IAI Phalcon
- NRIET-designed (Nanjing Research Institute of Electronic Technology) radar montado el sistema AEW&C KJ-2000
- Toshiba HPS-106, radar de búsqueda en aire y superficie, para el avión de patrulla marítima Kawasaki P-1.
- Mitsubishi Electric Corporation HPS-104, para el Mitsubishi SH-60

### Transporte naval
- Clase Álvaro de Bazán Radar Raytheon. Fragata misilera de España
- Clase Sachsen. Fragata misilera de Alemania.
- Clase Fridtjof Nansen. Fragata misilera de Noruega
- Destructor (Tipo 45) de Inglaterra
- Clase Kírov Plan de modernización de Rusia
- Almirante Kuznetsov Portaaviones de Rusia
- Destructores Clase Arleigh Burke. (AN/SPY-6) A partir de tramo III. Armada de los Estados Unidos
- Destructores clase Zumwalt (AN/SPY-3) Armada de los Estados Unidos
- USS Gerald R. Ford (AN/SPY-3) Armada de los Estados Unidos
- Portaaviones clase Gerald R. Ford (AN/SPY-6) A partir de CVN-79 Armada de los Estados Unidos

### Sistemas de misiles superficie-aire
- S-300. Plataforma de defensa aérea. Radar AESA 9S32M/ME de Rusia
- S-300 PMU2. Plataforma de defensa aérea. Radar AESA LEMZ 96L6E. de Rusia
- S-400 Plataforma de defensa aérea Radares AESA 92N2, 96L6. Rusia
- MIM-104 Patriot. Radar AESA Raytheon AN/MPQ-65A. Estados Unidos